# Michael Nasackin

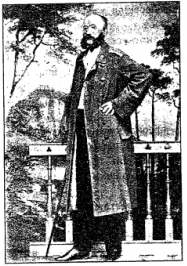
Oberst Michael Karlowitsch Nassakin

Michael Nasackin (auch Michael Karlowitsch Nasackin; russisch: Михаил Карлович Насакин; * 1. Mai 1813 in Märjamaa, Gouvernement Estland; † 22. November 1882 in Sankt Petersburg) war ein Generalmajor der Kaiserlich-Russischen Armee. 

## Militärische Laufbahn
Michael N. begann seine Karriere als Kadett im finnisch-russischen Garde-Regimentund wurde 1830 zum Leutnant befördert. Er wechselte 1835 in die kaiserlich russische Armee und diente als Fähnrich im Volyn-Regiment. 1838 war er Teilnehmer im Kaukasuskrieg. 1839 wurde er russischer Leutnant, 1842 wurde er Stabskapitän und 1845 Kapitän. 1847 erfolgte im Staroingermanland-Infanterie-Regiment die Beförderung zum Oberstleutnant. Zum Oberst wurde er 1851 befördert und diente ab 1853 im Jäger-Regiment SKH Prinz Albert von Sachsen. Am 2. Januar 1854 übernahm er das Kommando über das Neu England-Deutsche 10. Infanterieregiment. Seinen letzten Kriegseinsatz erlebte er während der Unterdrückung des polnischen Aufstands von 1863. Am 1. Dezember 1863 reichte er seinen Rücktritt ein und mit der gleichzeitigen Beförderung zum Generalmajor wurde sein Gesuch angenommen.

## Auszeichnungen
Für seine militärischen Verdienste wurde er mit folgenden Orden dekoriert:
- 1838 Russischer Orden der Heiligen Anna
- 1857 Orden des Heiligen Wladimir, 4. Klasse
- 1850 Orden der Heiligen Anna, 2. Klasse
- Preußischer Roter Adlerorden

## Herkunft und Familie

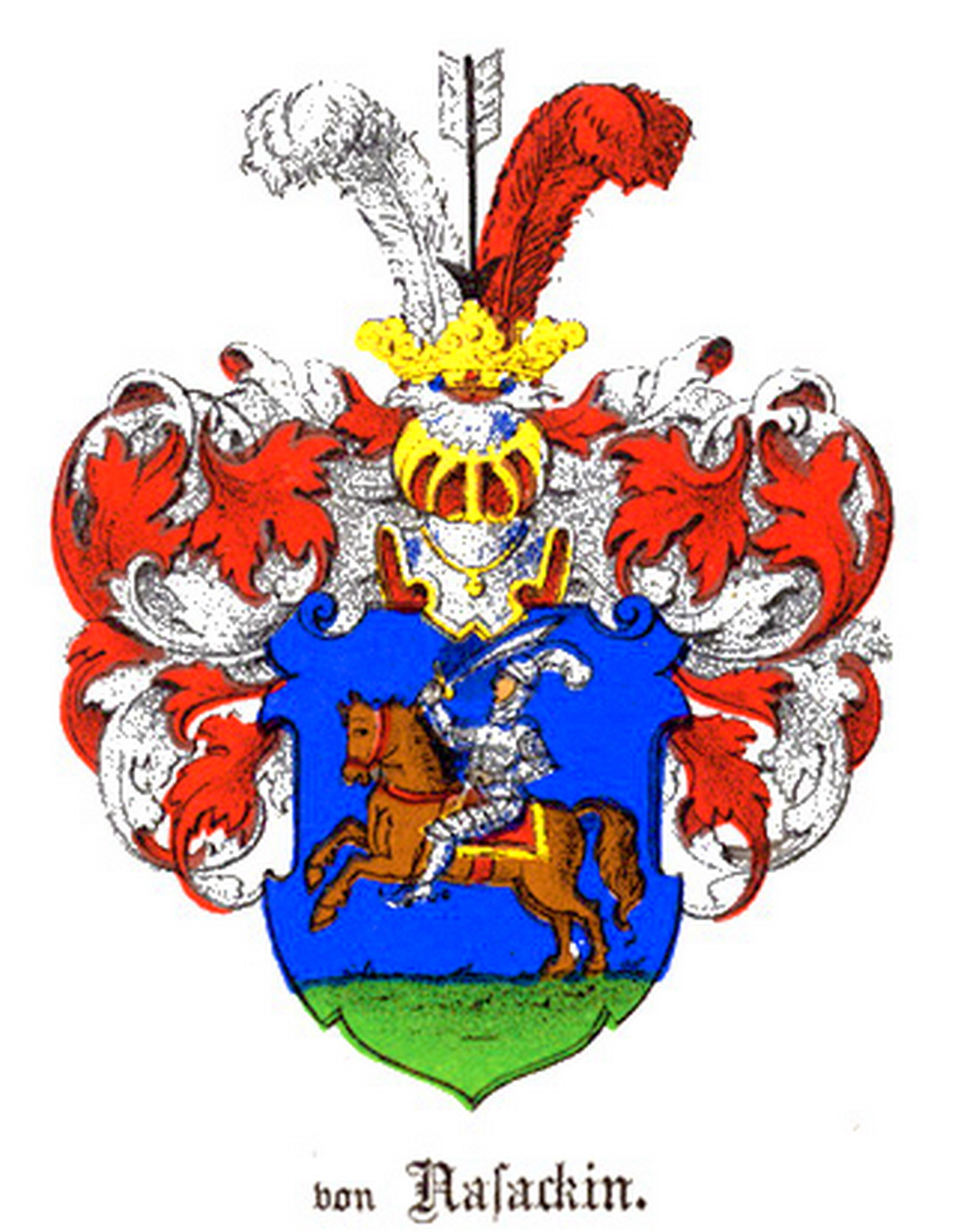
Wappen der Adelsfamilie Nasackin

Michael Nasackin stammte aus der baltisch-russischen Adelsfamilie Nasackin. Sein Vater war der russische Generalmajor Reinhold Johann Nasackin (1787–1831). Michael N. war mit Vera Koch verheiratet, ihre Nachkommen waren: Alexandra (1851), Olga (1853), Nicholas (1854), Olga (1856), Michael (1857) und Elizabeth (1858).
| Personendaten    | Personendaten                                           |
| ---------------- | ------------------------------------------------------- |
| NAME             | Nasackin, Michael                                       |
| ALTERNATIVNAMEN  | Nassokin, Michael; Насакин, Михаил Романович (russisch) |
| KURZBESCHREIBUNG | russischer Generalmajor                                 |
| GEBURTSDATUM     | 1. Mai 1813                                             |
| GEBURTSORT       | Märjamaa, Gouvernement Estland                          |
| STERBEDATUM      | 22. November 1882                                       |
| STERBEORT        | bei Sankt Petersburg                                    |